# Le Pont (film, 2008)
Pour les articles homonymes, voir Le Pont.
Le Pont (Die Brücke) est un film dramatique allemand réalisé par Wolfgang Panzer et sorti en 2008. Il s'agit d'une adaptation du roman autobiographique Die Brücke de Manfred Gregor publié en 1958, et la deuxième adaptation après le film de 1959.

## Résumé
En avril 1945, Walter Forst, un écolier de 16 ans, est enrôlé dans la Wehrmacht avec six camarades de classe. Walter est le fils d'un fonctionnaire du NSDAP et a une liaison avec l'enseignante Elfie Bauer, qui tente en vain de le dissuader lui et ses camarades d'aller combattre. Les jeunes soldats sont affectés à la défense d'un pont stratégique contre l'avancée des troupes américaines. Prêts à tenir leur position jusqu'au bout, ils seront choqués par la brutalité de la guerre qui fera des victimes dans leur rang. Les garçons parviennent dans un premier temps à tenir les blindés américains à distance mais après une journée de combat, tout le monde est mort à l'exception d'Albert Mutz et de Walter Forst. Ils sont alors trahis par l'armée allemande qui souhaite faire sauter le pont pour empêcher l'avancée ennemie.

## Fiche technique
- Titre original : Die Brücke
- Titre français : Le Pont
- Réalisation : Wolfgang Panzer
- Scénario : Wolfgang Kirchner
- Décors : Michael Apling
- Costumes : Inga Kusche ET Gerald Moulin
- Son : Miroslav Babic
- Musique : Filippo Trecca
- Production : Rasa Rimkute
- Pays d'origine : Allemagne
- Langue : Allemand
- Genre : Drame / Guerre
- Durée : 100 minutes
- Dates de sortie : 2008

## Distribution
- François Goeske : Albert Mutz
- Franka Potente : Elfie Bauer
- Lars Steinhoefel : Walter Forst
- Robert Holler : Klaus Schroeder
- Florian Heppert : Siegi Lindner
- Daniel Axt : Jürgen Neuhaus
- Toni Deutsch : Karl Baermann
- Alexandre Becht : Ernst Scholten
- Paula Schramm : Paula Fink
- Michael Lott : Standartenführer Forst
- Hedi Kriegskotte : Mme Mutz
- Gerd Wameling : Sergent Schaubeck
- Felix von Manteuffel : Général
- Ben Ruedinger : Isherwood
- Tobias Licht : Rozenzweig